# Kakukkos óra

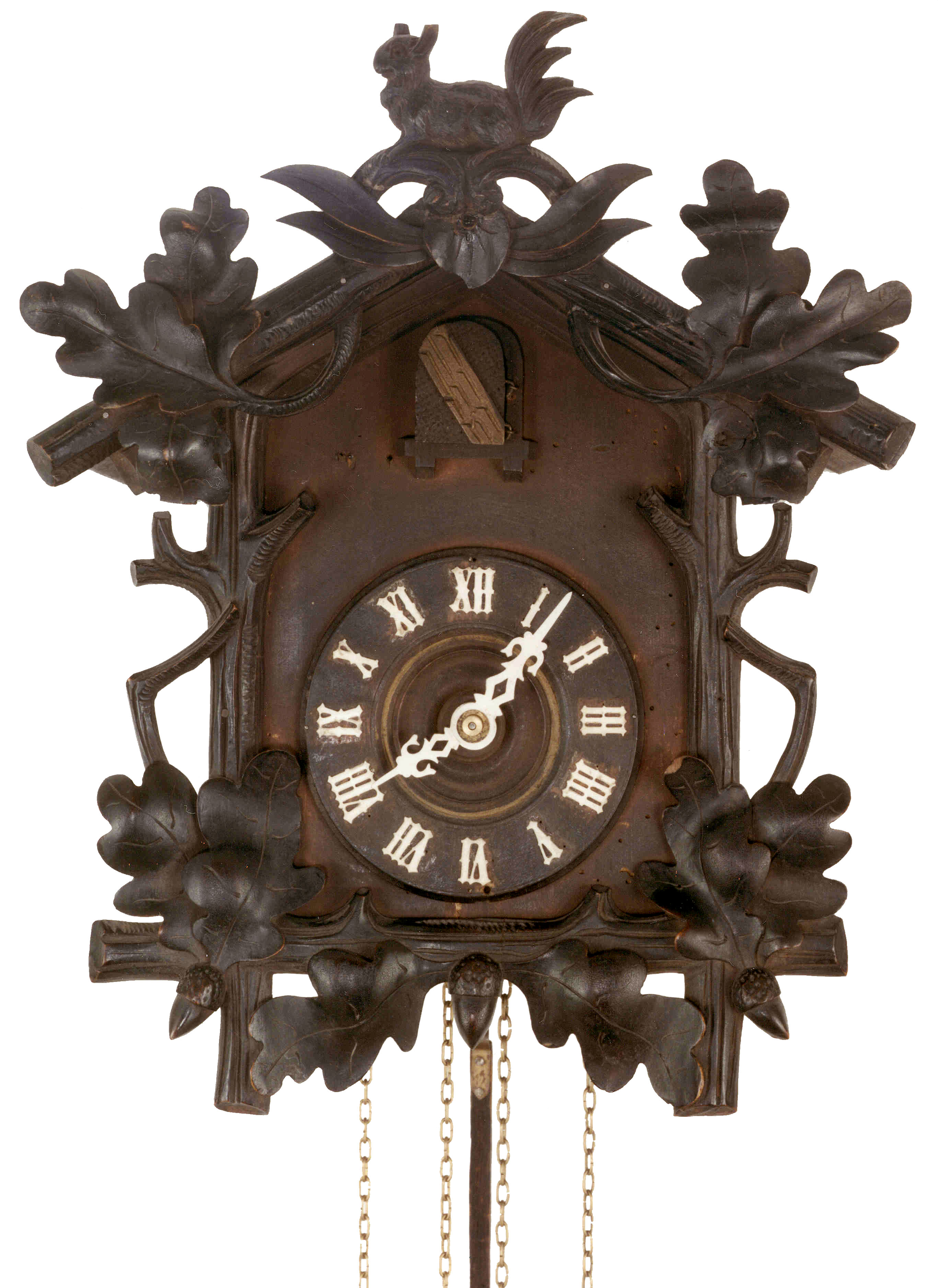
Klasszikus kakukkos óra

A kakukkos óra olyan mechanikus óra, amelynek ütőszerkezete a kakukk dalát utánozza. Ez általában egy gonggal együtt szólal meg óránként, és a kakukkszó száma jelzi az aktuális órát. A kakukkhang mellett egy kakukkfigura is előbújik az óralap feletti csappantyúból.
A kakukkos órák mint jellegzetesen német kulturális javak világszerte ismertek, mint olyan gazdagon díszített tárgyak, amelyek kialakítása erdei vagy vadászati témákat dolgoz fel. Hagyományosan főként a Fekete-erdőben készülnek. Gyakran faliórák, amelyek mechanikus ingaórája láncos felhúzó- és ütőszerkezettel van felszerelve. A 19. század közepe óta a ház alapformája általában egy vasúti őrház mintájára készült, ferde tetővel és faragott fadíszekkel díszítve.
A "kakukkhangot" hagyományosan egy pár, az óra belsejében lévő, különböző magasságú cső adja ki. Egyes szabadalmak azonban egyetlen fuvolával is boldogulnak. A mechanikus kakukkfigura - hagyományosan fából faragott és festett, ma már gyakran műanyagból készült - a kialakítástól függően mozog vagy nyitja a csőrét a kakukkkiáltáshoz igazodva. Ezenkívül az óra külsejére egyéb mozgatható díszítőelemeket is rögzíthetnek, amelyek (általában csak óránként) mozognak (táncosok, más madarak). Ma már a hagyományos mechanikus kakukkos órák mellett léteznek elektromechanikus, kvarcmozgással működő modellek, elektronikusan generált kakukkszóval, valamint lánchúzós és ingaórák is.

## Története
Nem tudni, ki találta fel a kakukkos órát, és hol készült az első példány. Úgy gondolják, hogy a fejlesztés és a fejlődés nagy része a délnyugat-németországi Fekete-erdő területén (a mai Baden-Württemberg tartományban) történt, ahol a kakukkos óra népszerűvé vált, és ahonnan a világ többi részébe is exportálták, és az 1850-es évek közepétől kezdve világhírűvé vált. Ma a kakukkos óra a Németországban, Svájcban és Ausztriában utazók egyik kedvenc emléktárgya. Németország kulturális ikonjává vált.

## Működése
Ma a kakukkos óra mechanikus mozgása általában hasonló a hagyományos ingaórákéhoz. Ez is rendelkezik az úgynevezett "madárrúddal", egy elforgatható szerkezettel, amely az ütés elengedésekor a kulcs felé mozgatja a "kakukkot". Az ajtót a madárlábhoz rögzített drótos tartóval nyitják ki. A leütés végén a madárlak ajtaja az ellenkező irányba visszalendül, így zárva be azt.
A kakukk hívását két alapvetően különböző elv váltja ki. A 20. századig az ütőszerkezetet általában egy zárókoronggal vezérelték. A kakukkos órának erre a történelmi működési módjára itt nem térünk ki, hanem csak a lépőkorong és a kioldókar ma szokásos összjátékára. Miközben az óratekercs lánchúzóján a súly állandóan lefelé mozog, az ütéskioldó blokkolva van. A tizenkét lépcsőfokozatú lépőkerék (más néven számolótárcsa) az óramutatóval van összekapcsolva. Amikor a percmutató a "tizenkét órai állásban" van, egy rövid pillanatra feloldódik egy retesz, és egy függőlegesen fogazott kioldókar (gereblye) esik a lépcsőkerékre, azaz az időtől függően különböző mélységben. Tizenkét óránál a legkisebb a lépcsőfok, és a kioldó a legalacsonyabbra esik. A blokkolás feloldódik, és a verőláncos emelő elindul. Ez hajtja meg a csapókereket, amelyek "működtetik" az ütőszerkezetet. Két, kis súlyokkal vagy fakockákkal súlyozott fújtatót emelnek fel és engednek el időzített módon egy drótkötélen keresztül. Mindkét fújtató egy-egy kis sípba pumpálja a levegőt, és így keletkezik a kakukkhang (először a magas, majd a mély hang). A kakukkszó benyomása csak akkor jön létre, ha a sípok elengedése a megfelelő távolságra van egymástól. A második sípszó után a bütykös kerék még mindig egy hangrugóra (gongra) csap le. A külső oldalára erősített egyéb díszítőelemeket, például madarakat, táncosokat stb. is megmozgathat.
Minden egyes "ütésnél" a függőlegesen fogazott kioldókar egy foggal megemelkedik egy, a bütyköskerékhez kapcsolt forgó bütykös elem segítségével, és minden egyes fognál a kioldókart az ütésmódon kívül felfelé tartó reteszbe ütközik. Tizenkét óránál a bütykös elem tehát tizenkétszer foroghat, amíg a kioldókar vissza nem tér a kiindulási pontjába, és az ütőszerkezet ismét blokkolva van.
A nagyon bonyolultan animált kültéri dekorációk esetében egy másik ütőszerkezetet is használhatnak, vagy lehet egy másik "kis ajtó" a fürjnek, amely negyed- vagy félóránként csap le. Az ilyen óráknak ekkor három láncfelhúzós szerkezetük van. Ha a kakukkos órát úgy kell visszaállítani, hogy a fürj és a kakukk hívásainak száma egybeessen az órák számával, akkor először a bal oldali szerkezetbe kell belenézni, és az ott lévő drótkart röviden megnyomni, hogy a fürj hívása beinduljon. Ezután nyissa ki az óra jobb oldali tokját, hogy beállítsa a kakukk óránkénti hívását. A hívást a beállító drót rövid megérintésével lehet kiváltani, amelyet azonnal újra el kell engedni. Ismételje a kopogtatást, amíg el nem éri a megfelelő számú hívást.
A mai kakukkos órákat a kialakítástól függően 24 óránként vagy 8 naponta kell felhúzni. Az óra felhúzásához a leeresztett súlyokat kézzel kell újra felhúzni, mint más lánchúzós szerkezetek esetében. Azt a tényt, hogy a láncos óraszerkezetek általában rövidebb ideig járnak, mint a rugós óraszerkezetek, részben ellensúlyozza az a tény, hogy a futótartalék bármikor közvetlenül látható a súlyok helyzeténél, és nem lehetséges a szerkezet károsodása az ellenőrizetlen felhúzás ("túlhúzás") miatt. Egyes modellek, más ütőórákhoz hasonlóan, rendelkeznek ütésleállítóval, amely lehetővé teszi a kakukkszó kikapcsolását például éjszaka.